# Georg Peter Dambmann
Georg Peter Dambmann (Darmstadt, 1761-1826 of 1766-1820) was een Duits schrijver, dichter, politicus, theaterdirecteur te Darmstadt, vertaler en lid van de hofraad van het Westfaalse vorstendom Salm,
Hij gebruikte de pseudoniemen C.A. Stegmann, Karl Reichsfreiherr von Toussaint en C.A. von Drach.